# Manuel Ramírez Ibáñez
Manuel Ramírez e Ibáñez (1856-1925) fue un pintor español.

## Biografía
Nació en 1856 en la localidad jienense de Arjona y fue discípulo de la Escuela especial de Pintura y Escultura. En la Exposición Nacional de Madrid de 1876 presentó Un retrato y Un estudio, y en la de 1878 Un Carnaval, Una niña haciendo trenzas, Por el vino una pendencia, Muerte de Francisco Pizarro, conquistador del Perú; El amor y Cabeza (estudio).

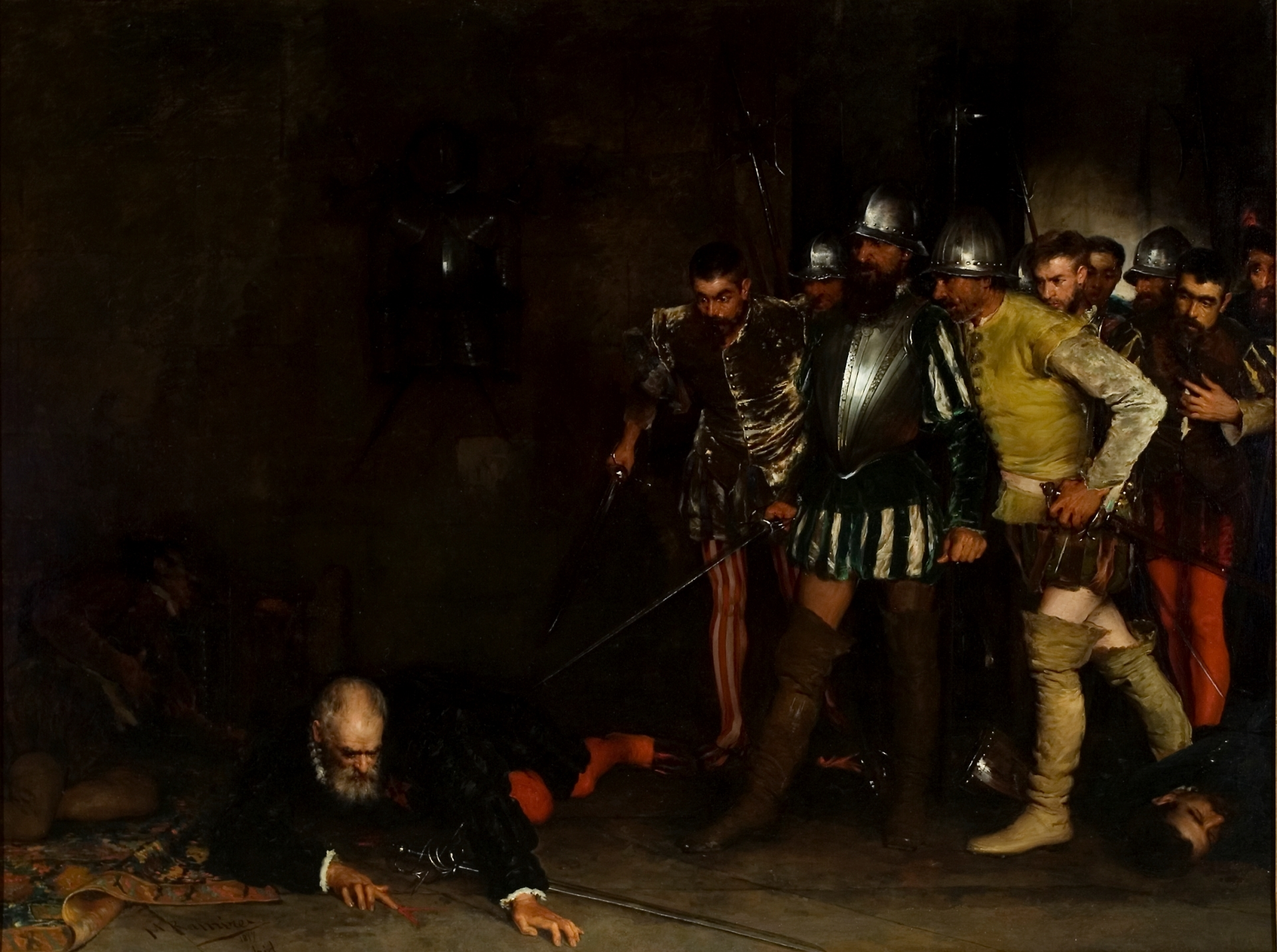
La muerte de Francisco Pizarro, óleo de Manuel Ramírez (Museo del Prado)

Fue premiado con medalla de tercera clase por su cuadro de Pizarro, que figuró también en la Exposición celebrada en París en el mismo año. En 1879 fue pensionado para seguir sus estudios en Roma, remitiendo como primer envío en 1881 Dos pompeyanas en el baño, y en 1882 una copia de Tiziano. En 1883 terminó la composición de grandes dimensiones Las limosnas para el entierro de Don Álvaro de Luna. También remitió a varias exposiciones de carácter particular celebradas en Madrid Un abanico, Guerreros en marcha y varios estudios y dibujos del natural.
Una de sus obras también conocidas es la que pintó en 1890, titulada La noche triste de Hernán Cortés, la cual recrea el episodio de La Noche Triste, la cual se consumó en Popotla. En la obra se observa a Cortés reposando sobre una roca y al pie del ahuehuete mientras es acompañado por La Malinche. Actualmente se expone en el Museo de Bellas Artes de Badajoz, en Badajoz, España. 
La Ilustración Española y Americana de 15 de abril de 1901 publicó un grabado con su obra Pescando cangrejos.
Falleció en 1925, el día 6 de enero.